# 4 de agosto
El 4 de agosto es el 216.º (ducentésimo decimosexto) día del año en el calendario gregoriano y el 217.º en los años bisiestos. Quedan 149 días para finalizar el año.

## Acontecimientos
- 886: a la muerte de Muhammad I, su hijo Al-Mundir es nombrado en Córdoba sexto emir omeya.
- 1135: en la península italiana, las tropas pisanas atacan la ciudad de Amalfi.
- 1435: en Ponza, la flota de Alfonso V de Aragón es derrotada por los genoveses.
- 1484: el rey Fernando el Católico recrimina al Consejo de Ciento de Barcelona su oposición a los juicios de la Inquisición.
- 1496: en la isla La Española el español Bartolomé Colón, hermano de Cristóbal Colón, funda la ciudad de Santo Domingo, primera ciudad europea permanente en América y que hoy es la capital de la República Dominicana.
- 1526: cuatro días después del fallecimiento de su compañero en la expedición hacia las islas Molucas, Jofre García de Loaysa, muere en la nave Victoria Juan Sebastián Elcano, el navegante español que en 1522 había concluido la primera vuelta al mundo.
- 1540: en Perú se funda la ciudad de Yungay.

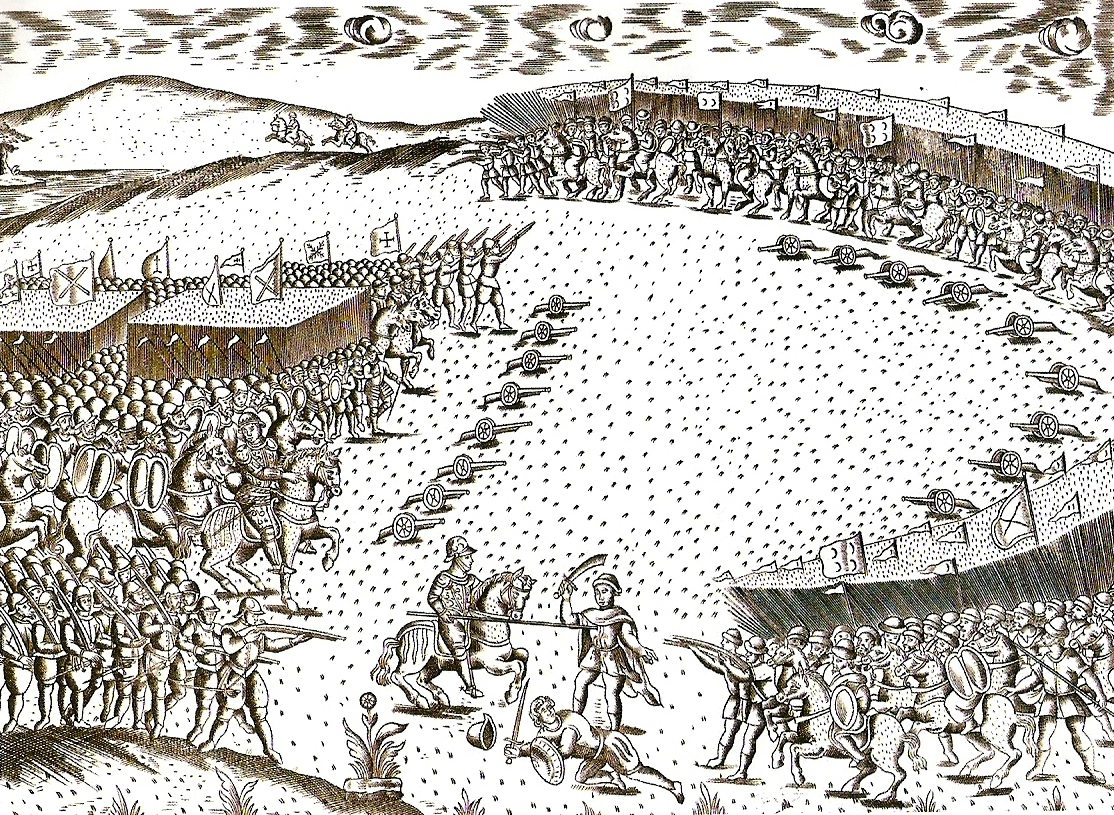
Batalla de Alcazarquivir.

- 1578: Batalla de Alcazarquivir, entre tropas portuguesas y marroquíes, en la que pereció el rey Sebastián I de Portugal.
- 1693: en la región de Champaña (Francia), el fraile Dom Perignon inventó el champán.
- 1704: en Gibraltar, tras dos días de asedio anglo-neerlandés, capitula la guarnición española de Gibraltar y el contralmirante George Rooke toma posesión de la plaza en nombre de Inglaterra.
- 1782: en Viena (Austria) el compositor Wolfgang Amadeus Mozart se casa con Constanze Weber.
- 1789: en Francia, la Asamblea Nacional de la Revolución francesa abole los privilegios de la aristocracia y del régimen feudal.
- 1800: en Colombia se funda la ciudad de Sonsón.
- 1818: en Chile se crea la Academia de Jóvenes Guardiamarinas, conocida actualmente como Escuela Naval Arturo Prat.
- 1846: el Estado de Iowa es admitido en la Unión estadounidense.
- 1851: en Nicaragua, un golpe militar encabezado por el general conservador Trinidad Muñoz derriba al presidente Laureano Pineda (1802-1853).
- 1859: en Costa Rica, un grupo de soldados secuestra al presidente Juan Rafael Mora Porras y lo traslada por mar hasta Guatemala.
- 1880: en el Vaticano, el papa León XIII declara a santo Tomás de Aquino «patrono» de todos los centros educativos católicos del mundo.
- 1881: en Sevilla (España) se registra el récord de temperatura más alta en Europa: 50,0 °C.
- 1886: en Colombia, Rafael Núñez traiciona el juramento de defender la Constitución de Río Negro (1863) y promulga la Constitución de la República de Colombia, lo cual acaba con el federalismo y abre paso a los 44 años de la hegemonía conservadora Que acaban con la llegada a la presidencia del boyacense Enrique Olaya Herrera.
- 1897: en el yacimiento arqueológico de La Alcudia, en Elche (España) se descubre la Dama de Elche.
- 1901: el deterioro de las relaciones entre Venezuela y Colombia origina un peligro de guerra inminente.
- 1903: en el Vaticano, tras cinco días de deliberaciones, el cónclave de cardenales elige papa al cardenal Giuseppe Sarto, que adopta el nombre de Pío X.
- 1905: Argentina: un grupo de jóvenes funda el Club Atlético Estudiantes, luego conocido como Estudiantes de La Plata.
- 1906: cerca de Cabo de Palos (España) naufraga el Sirio. Mueren ahogadas más de doscientas personas.
- 1907: en Marruecos, la ciudad de Casablanca es bombardeada por el buque francés Galilée.
- 1907: en La Coruña, España, se publica el primer ejemplar de la revista A Nosa Terra.
- 1909: en España se acuerda suprimir la redención del servicio militar por dinero.
- 1909: en Suecia, una huelga general de 300.000 obreros paraliza el país.
- 1909: miles de albaneses se manifiestan contra la situación que se perfila en Creta.
- 1914: en el Teatro Colón (Buenos Aires) se estrena la ópera El sueño del alma, del compositor argentino Carlos López Buchardo.
- 1914: en Bélgica ―en el marco de la Primera Guerra Mundial― el ejército alemán invade el país.
- 1914: en Alemania, el Reichstag aprueba por unanimidad los créditos de guerra.
- 1915: en el Vístula, las tropas austro-húngaras ocupan la ciudad de Ivangorod.
- 1917: el inventor francés Lucien Lévy presenta la patente referida de un receptor heterodino.
- 1919: fuerzas rumanas entran en Budapest y los dirigentes soviéticos abandonan el país, en la que está considerada como primera la derrota mundial del comunismo. La República de los Consejos de Hungría desaparece así después de 133 días de existencia.
- 1921: el general de división Juan Picasso González es nombrado juez instructor para esclarecer los hechos del Desastre de Annual.
- 1922: se publica Trilce, obra poética del escritor peruano César Vallejo (1892-1938).
- 1925: en Checoslovaquia, las crecidas de los ríos durante el verano causan graves inundaciones.
- 1927: en España, el Gobierno prohíbe trabajar a las mujeres desde las 21.00 hasta las 5.00.
- 1933: en India, el Gobierno británico encarcela al líder indio Mojandas Gandhi por su llamamiento a la desobediencia civil.
- 1934: Bulgaria y la Unión Soviética establecen relaciones diplomáticas.
- 1934: en Reino Unido, el Britannia vence en la prueba para grandes yates de la regata de Cowes.
- 1936: en Grecia, ante la situación política y social, el rey Jorge II otorga plenos poderes a Metaxas, quien comienza a gobernar dictatorialmente.
- 1937: en Venezuela se funda la Guardia Nacional siguiendo el modelo de la Guardia Civil española.
- 1937: en España, el Gobierno de Burgos (zona sublevada durante la Guerra Civil) establece por decreto los Estatutos de FE de las JONS.
- 1943: en Daugavpils (Letonia) se registra la temperatura más alta en la Historia de ese país: 36,4 °C.
- 1944: en el lado occidental de la ciudad de Ámsterdam (Países Bajos) ―en el marco del Holocausto judío― un informador que nunca fue identificado delata ante agentes de la Grüne Polizei nazi el escondrijo (el Achterhuis) donde se ocultaba la niña Ana Frank (13 años) con su familia desde la ocupación alemana, desde el 9 de julio de 1942 hasta esa fecha. Ana Frank es conocida por el diario que escribió durante el tiempo que pasó escondida en el Achterhuis.
- 1946: en Chile, Gabriel González Videla es elegido presidente.
- 1946: en la Unión Soviética, el líder Stalin censura la divulgación de la película La conjura de los Boyardos, segunda parte de Iván, el Terrible, de Serguéi Eisenstein (1898‑1948).
- 1950: en Venezuela, dos fuertes terremotos sacuden el oeste del país: la ciudad de El Tocuyo queda totalmente destruida.
- 1950: Vichinsky, representante de la Unión Soviética ante la ONU, pide la retirada de las tropas extranjeras de Corea.
- 1950: en la calle de Malasaña (Madrid, España), 27 personas resultan intoxicadas  por el escape de gas de cloro de una fábrica de lejía.
- 1952: en Honolulú (Hawái), el Consejo del Pacífico (formado por Estados Unidos, Nueva Zelanda y Australia) celebra su primera reunión y decide crear un consejo permanente.
- 1955: en Bogotá (Colombia), el diario El Tiempo es clausurado por el gobierno de Gustavo Rojas Pinilla.
- 1955: el atleta belga Roger Moens bate el récord del mundo de 800 metros, con una marca de 1 m, 45 s, 7/10. La plusmarca anterior estaba en poder del alemán Harbig desde 1939.
- 1956: se publica en Madrid el bando municipal con el que se inicia la llamada "campaña del silencio".
- 1957: Juan Manuel Fangio gana el Gran Premio de Alemania y se consagra campeón mundial de Fórmula 1 por quinta vez.
- 1958: España ingresa en el Banco Mundial y en el Fondo Monetario Internacional.
- 1958: los ciclistas Raúl Motos y Joaquín Polo fallecen por insolación en la Vuelta a Portugal.
- 1960: el III Congreso de Academias de la Lengua Española, celebrado en Bogotá, rechaza la expresión América Latina por considerarla incorrecta.
- 1960: el avión cohete X-15 alcanza, con una velocidad de 3440 km/h, un nuevo récord de velocidad para aviones tripulados.
- 1961: en Reino Unido, el Parlamento británico aprueba la adhesión a la CEE propuesta por el Gobierno.
- 1964: en Barcelona (España) se estrena la película El espontáneo, de Jorge Grau.
- 1964: en Vietnam del Norte, la aviación estadounidense empieza a bombardear las zonas habitadas por civiles.
- 1965: en Estados Unidos, el presidente Lyndon Johnson solicita al Congreso la aprobación de 1700 millones de dólares para el refuerzo de la presencia militar estadounidense en Vietnam.
- 1968: la aviación israelí ataca campos de comandos palestinos.
- 1968: en Buenos Aires (Argentina), el equipo de fútbol San Lorenzo de Almagro se consagra como el primer campeón invicto del fútbol de ese país.
- 1969: en Uganda, los tenistas españoles Manuel Orantes y Juan Gisbert, ganan la Copa Galea de Tenis.
- 1970: en Granada (España) se aprueba el convenio colectivo del sector de la construcción, que afecta a 600 empresas y a 12 000 trabajadores.
- 1972: en Italia, la organización Septiembre Negro sabotea un oleoducto y causa 17 heridos.
- 1974: un atentado contra el expreso Roma-Múnich, reivindicado por los neofascistas de Orden Negro causa 12 muertos y 48 heridos, todos ellos italianos.
- 1975: en Perú, el Gobierno deporta a varios políticos y periodistas peruanos, entre ellos dirigentes nacionales del APRA y articulistas de la revista Marka.
- 1976: en Argentina, un atentado ordenado por la Dictadura militar acabó con la vida del entonces Obispo de La Rioja, Enrique Angelelli, férreo defensor de los derechos humanos.[1]
- 1976: en España, se publica un Real Decreto por el que se concede la amnistía por delitos políticos durante la dictadura franquista.
- 1980: en las islas del Caribe, el huracán Allen causa 70 muertos.
- 1983: en Italia, Bettino Craxi es el primer socialista que preside un gobierno en ese país.
- 1984: en África, la República de Alto Volta cambia de nombre y pasa a denominarse Burkina Faso.
- 1986: en Melbourne (Australia) roban del Museo Nacional el cuadro de Picasso La mujer que llora, que sería devuelto días después.
- 1986: la Unión Soviética confirma la reanudación de sus relaciones consulares con Israel.
- 1988: el rey Hussein de Jordania cesa a 21 000 funcionarios tras su renuncia al control de Cisjordania.
- 1989: el Gobierno y la oposición nicaragüense logran un pacto para celebrar elecciones libres en el próximo mes de febrero y para desmovilizar a la "contra".
- 1992: triunfa la huelga general organizada por Nelson Mandela contra el Gobierno racista sudafricano.
- 1993: Tanzania: firma de un acuerdo de paz que pone fin a tres años de guerra civil.
- 1994: Guerra de los Balcanes: Belgrado rompe con los serbios de Bosnia al rechazar estos el plan de paz.
- 1994: Cuba: comienza el éxodo masivo de balseros cubanos.
- 1994: Sudán: Sudán entrega a Francia al superterrorista Carlos.
- 1994: se descubre el tráfico ilegal de plutonio.
- 1996: en la ciudad de Atlanta finalizan los Juegos Olímpicos de 1996.
- 1997: En Arlés, Francia muere Jeanne Calment, la persona más longeva del mundo que se ha registrado. Tenía 122 años y 164 días.
- 1998: en Ecuador, un devastador terremoto de 7,2 grados en la escala de Richter destruye la ciudad de Bahía de Caráquez, dejando solo una víctima mortal.
- 1999: el escocés George Robertson se convierte en nuevo secretario general de la OTAN en sustitución del español Javier Solana.
- 1999: Dow Chemical y Union Carbide anuncian su fusión y crean el segundo grupo químico mundial, por detrás de DuPont, también estadounidense.
- 2002: España: Nina Zhivanevskaia logra la medalla de oro en los 50 metros espalda de los Campeonatos de Europa de Natación, disputados en Berlín.
- 2002: una cadena de atentados, reivindicados por Hamás y las Brigadas de los Mártires de Al Aqsa, se cobra la vida de quince personas en Israel y Cisjordania.
- 2003: en las provincias españolas de Salamanca y Ávila (España) un incendio arrasa 8000 hectáreas.
- 2003: el escritor brasileño Rubem Fonseca recibe el premio Juan Rulfo por el conjunto de su obra.
- 2004: Paraguay: ingresan en prisión cinco personas acusadas de homicidio, por el incendio en un centro comercial de Asunción en el que murieron cerca de 500 personas.
- 2004: un cohete ruso lanza el satélite Amazonas, el mayor de la compañía de telecomunicaciones Hispasat.
- 2004: la policía nigeriana descubre más de 50 cadáveres al sur del país, en zonas donde es habitual la práctica de magia negra.
- 2007: se lanza la sonda espacial Phoenix con destino al planeta Marte.
- 2008: por primera vez en sus casi 33 años de historia se produce una colisión de trenes en el Metro de Santiago. 7 personas resultan heridas.
- 2011: en Chile, en el marco de las movilizaciones estudiantiles, se realiza una gran protesta en defensa de la educación pública por parte de estudiantes universitarios y secundarios, con una fuerte represión policial,[2] y se oyeron cacerolazos en varias ciudades del país en apoyo al movimiento estudiantil.[3]
- 2012: el nadador estadounidense Michael Phelps gana su medalla olímpica número 22, superando la marca de 18 medallas que hasta entonces ostentaba la gimnasta soviética Larisa Latýnina, consolidándose como el máximo medallista en la historia de los Juegos Olímpicos y como el mejor nadador de la historia.
- 2014: en Bogotá (Colombia), el estudiante Sergio Urrego (16) se suicida debido a la discriminación de que fue víctima en la escuela Gimnasio Castillo Campestre.
- 2014: el papa Francisco desautoriza y revoca la suspensión a divinis del ejercicio del sacerdocio con la que el papa anticomunista Juan Pablo II ―treinta años antes, en el marco de la Guerra fría― había castigado a los sacerdotes nicaragüenses Ernesto Cardenal (59), Fernando Cardenal (50, hermano del anterior), Miguel d'Escoto (51) y Edgard Parrales (71), debido a la adscripción de estos a la teología de la liberación.
- 2014: en el Reino Unido, una amenaza obliga a que un avión de Qatar Airways fuese custodiado por un caza británico cuando se aproximaba al aeropuerto de Mánchester.

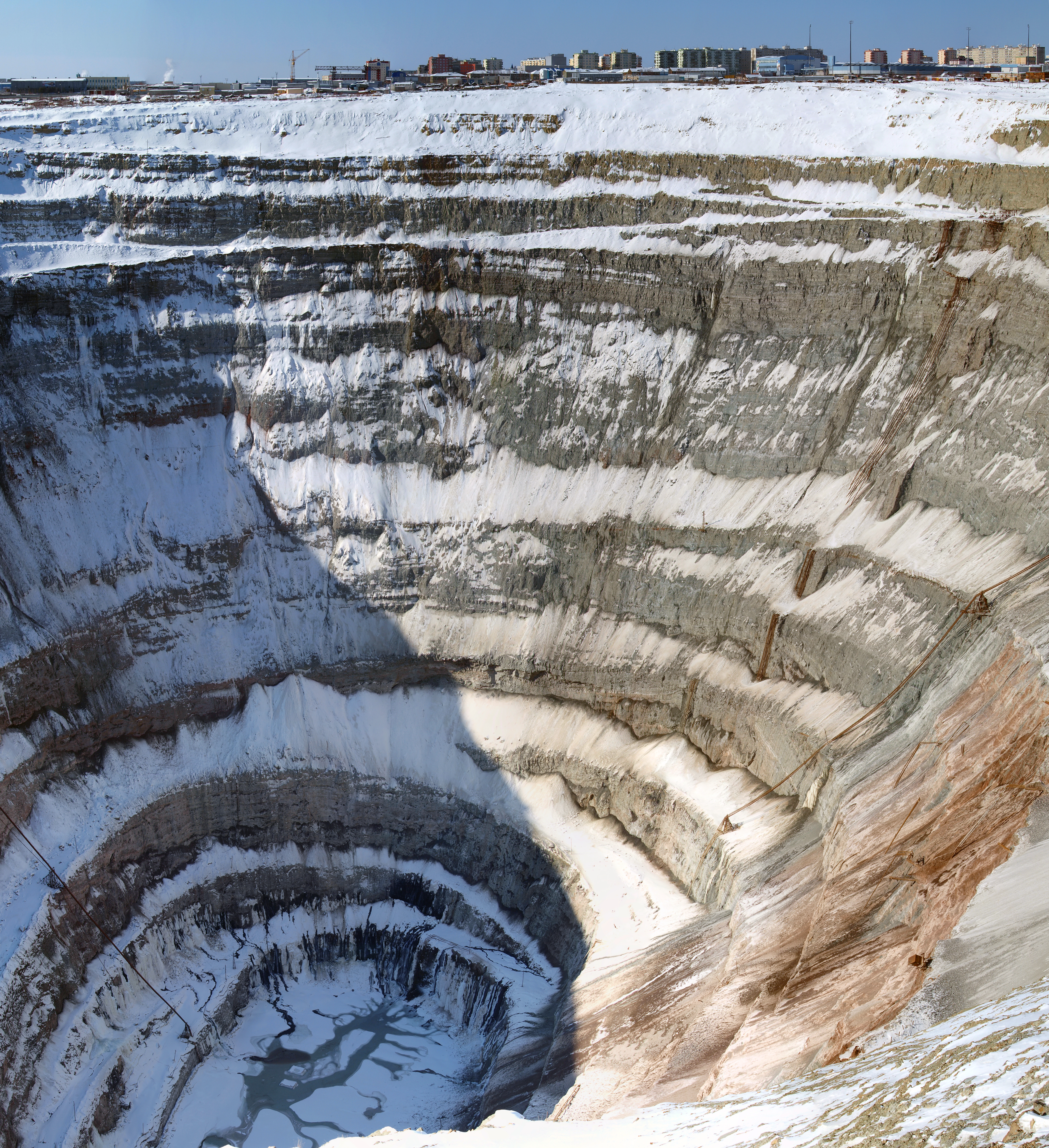
La mina de diamantes de la ciudad de Mirni, en la Siberia (Rusia).

- 2017: a las 16:35, el lago de Mirni irrumpe en la mina subterránea de diamantes de Mir (9340 km al este de Moscú). Mueren 8 trabajadores y 143 sobreviven, pues aún no habían descendido hasta el fondo. En la mina inundada quedaron enterrados 14 000 millones de euros en diamantes no recuperados.
- 2017: en Caracas (Venezuela) toma posesión la nueva Asamblea Nacional Constituyente de Venezuela.

Elecciones presidenciales en Ruanda. El presidente Paul Kagame es reelegido con un total de votos del 99 %.
- 2017: en el Reino Unidos, el aristócrata Felipe de Edimburgo abandona definitivamente su vida pública.
- 2018: en Caracas (Venezuela) durante un discurso en la avenida Bolívar, en un acto en conmemoración de los 81 años de la Guardia Nacional Bolivariana se produce un atentado con drones contra el presidente Nicolás Maduro.
- 2020: en Beirut (capital del Líbano), un par de explosiones masivas dejan al menos 135 muertos y más de 5000 heridos.[4][5]
- 2021: en los Tokio 2020, en el debut del Skateboarding Park como disciplina olímpica, Sky Brown se consagró con la medalla de bronce, convirtiéndose en la deportista británica más joven en subirse a un podio en toda la historia de los Juegos Olímpicos, con 13 años de edad.
- 2025: se estrena la temporada 14 de la serie de televisión King of the Hill después de más de 15 años sin una temporada nueva

## Nacimientos
- 583: Teodosio, coemperador bizantino entre 590 y 602 (f. 602).
- 1135: Humberto III de Saboya, aristócrata francés (f. 1189).
- 1222: Richard de Clare, soldado inglés (f. 1262).
- 1281: Külüg Kan, emperador chino de la dinastía Yuan y Gran Kan del imperio mongol entre 1307 y 1311 (f. 1311).
- 1290: Leopoldo I, duque de Austria y Estiria (f. 1326).
- 1463: Lorenzo de Pierfrancesco de Médici, banquero y político italiano (f. 1503).
- 1469: Margarita de Sajonia, noble alemana (f. 1528).
- 1470: Lucrecia de Lorenzo de Médici, noble italiana (f. 1553).
- 1502: Pieter Coecke van Aelst, pintor neerlandés (f. 1550).
- 1521: Urbano VII, papa de la Iglesia católica en 1590 (f. 1590).
- 1703: Luis I de Orleans, aristócrata francés (f. 1752).
- 1713: Isabel Albertina de Sajonia-Hildburghausen, princesa alemana (f. 1761).
- 1754: Domingo Fernández de Campomanes, magistrado y político español (f. 1820).
- 1755: Nicolas-Jacques Conté, ingeniero francés, inventor del lápiz moderno (f. 1805).
- 1765: Domingo Matheu, comerciante y político argentino, miembro de la Primera Junta (f. 1831).
- 1783: Domingo de Caycedo y Sanz de Santamaría, militar y político colombiano (f. 1843).
- 1789: Domingo María de Barrafón y Viñals, militar, abogado y político español (f. 1852).
- 1792: Percy Bysshe Shelley, poeta lírico británico (f. 1822).
- 1804: Luigi Scrosoppi, sacerdote católico italiano (f. 1884).
- 1805: sir William Rowan Hamilton, matemático y astrónomo irlandés (f. 1865).
- 1809: Samuel Morton Peto, empresario, ingeniero civil y promotor ferroviario británico (f. 1889).
- 1807: Constantin Lecca, pintor y profesor de arte rumano (f. 1887).
- 1810: Maurice de Guérin, escritor y poeta francés (f. 1839).
- 1815: Carl August Wunderlich, médico alemán (f. 1877).
- 1816: Russell Sage, político y financiero estadounidense (f. 1906).
- 1820: Pellegrino Artusi, gastrónomo italiano (f. 1911).
- 1821: Louis Vuitton, diseñador francés (f. 1892).
- 1821: James S. White, escritor y líder religioso estadounidense.
- 1825: Domingo Santa María, presidente chileno entre 1881 y 1886 (f. 1889).
- 1826: Doménico Morelli, pintor italiano (f. 1901).
- 1834: Gaspar Núñez de Arce, poeta y político español (f. 1903).
- 1834: John Venn, matemático británico (f. 1923).
- 1838: Theophil von Meyendorff, militar ruso de ascendencia alemana (f. 1919).
- 1839: Walter Pater, historiador del arte y escritor británico (f. 1894).
- 1841: Guillermo Enrique Hudson, ornitólogo y escritor argentino (f. 1922).
- 1843: Mariano Puig y Valls, político español (f. 1928).
- 1848: Domingo Almenara Butler, abogado y político peruano (f. 1931).
- 1851: Francesco Paolo Michetti, pintor italiano (f. 1929).
- 1852: Claudio José Brindis de Salas, violinista cubano (f. 1910).
- 1852: Catharine van Tussenbroek, médica y feminista neerlandesa (f. 1925).
- 1853: John Henry Twachtman, pintor estadounidense (f. 1902).
- 1855: Jay Hunt, actor y cineasta estadounidense (f. 1932).
- 1855: Emil Mollenhauer, violinista y director de orquesta estadounidense (f. 1927).

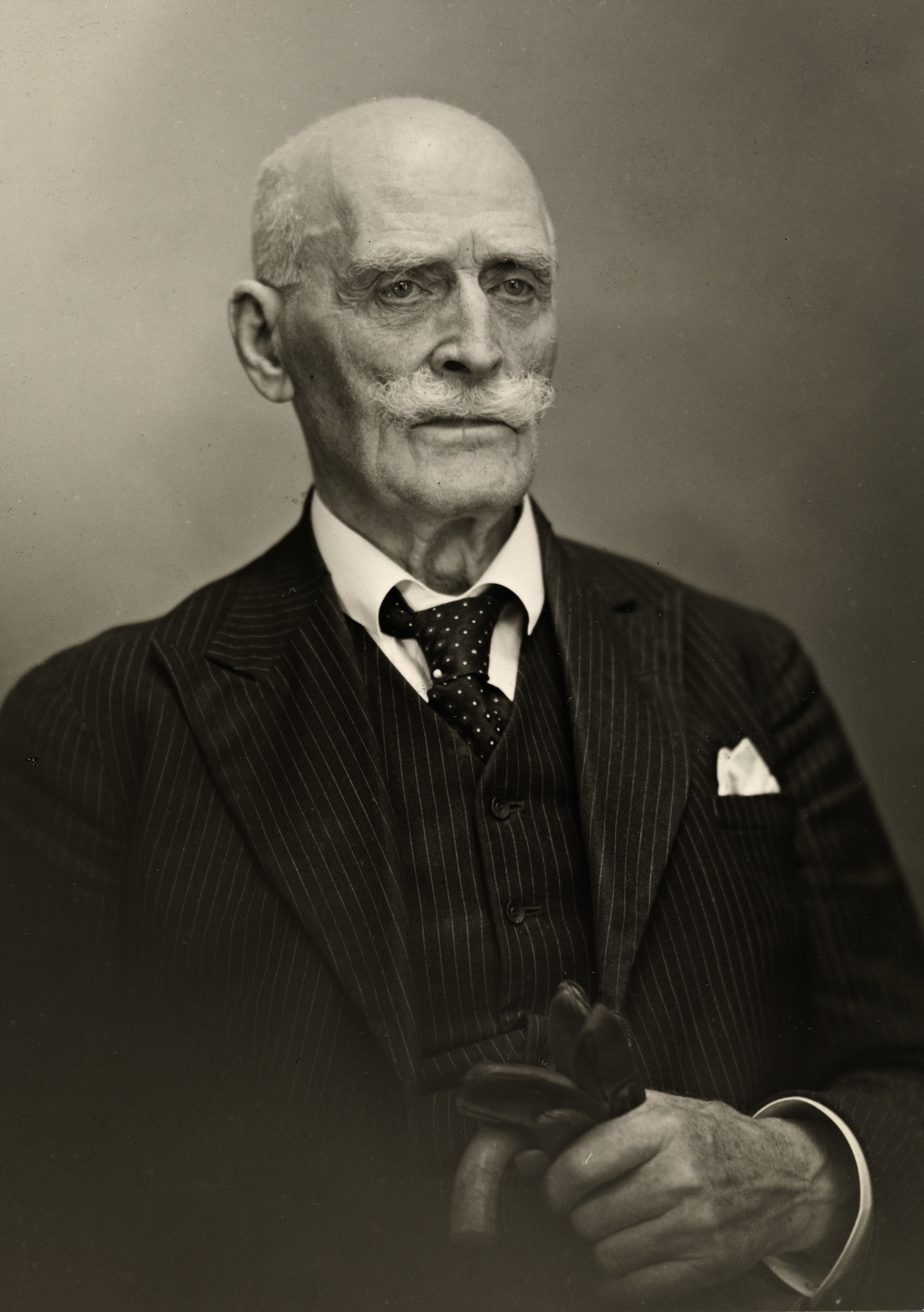
Knut Hamsun.

- 1859: Knut Hamsun, escritor noruego, premio nobel de literatura en 1920 (f. 1952).
- 1860: Remigio Crespo Toral, escritor ecuatoriano (f. 1939).
- 1866: Rodulfo Figueroa, poeta y médico mexicano (f. 1899).
- 1869: Evelyn Sharp, escritora y sufragista británica (f. 1955).
- 1871: Enrique Molina Garmendia, filósofo y educador chileno (f. 1964).
- 1873: Dámaso Berenguer, militar y político español (f. 1953).
- 1873: Carlos Domingo Fernández, militar argentino (f. 1915).
- 1879: Mario Sáenz, bogado, escritor y político argentino (f. 1943).
- 1880: Francisco Moreno Zuleta, político español (f. 1963).
- 1881: Guy de Pourtalès, escritor franco-suizo (f. 1941).
- 1881: Wenzel Hablik, pintor alemán (f. 1934).
- 1884: Balázs Béla, crítico cinematográfico y teórico húngaro (f. 1949).
- 1884: Henrí Cornet, ciclista francés (f. 1941).
- 1888: Betty Brice, actriz estadounidense (f. 1935).
- 1888: Henriette Alice McCrea-Metcalf, escritora estadounidense (f. 1981).
- 1889: William Keighley, cineasta estadounidense (f. 1984).
- 1890: Adolfo Dolf Luque, beisbolista cubano (f. 1957).
- 1890: Erich Weinert escritor y militante comunista alemán (f. 1953).
- 1891: José del Carmen Sánchez Magallanes, revolucionario mexicano (f. 1941).
- 1895: Line Marsa, cantante y artista de circo francesa, madre de Édith Piaf (f. 1945).
- 1896: Aldo Morandi, militar italiano (f. 1975).
- 1897: Ray Farquharson, médico canadiense (f. 1965).
- 1897: John Wilhelm Hagberg, periodista, cantante y actor sueco (f. 1970).
- 1897: Anbara Salam Khalidi, escritora y traductora y feminista libanesa (f. 1986).
- 1897: Juan Orol, cineasta mexicano (f. 1988).
- 1898: Pedro Chiarante, dirigente sindical y político argentino (f. 1973).
- 1898: Ernesto Maserati, ingeniero y piloto de automovilismo italiano (f. 1975).
- 1899: René Lafon, lingüista vascofrancés (f. 1974).
- 1900: Arturo Umberto Illia, presidente argentino (f. 1983).
- 1900: Isabel Bowes-Lyon (la «Reina Madre»), mujer británica, esposa de Jorge VI (f. 2002).
- 1900: Nabi Tajima, supercentenaria japonesa (f. 2018).
- 1900: Mamerto Figueroa, político chileno (f. 1974).
- 1901: Louis Armstrong, trompetista estadounidense (f. 1971).
- 1901: Juan Manuel Molina Mateo, militante anarcosindicalista español (f. 1984).
- 1903: Teresa de Marzo, pionera de la aviación brasileña (f. 1986).
- 1903: Hans-Christoph Seebohm, político y ministro alemán (f. 1967).
- 1904: Witold Gombrowicz, escritor y dramaturgo polaco (f. 1969).
- 1904: Christian-Jaque, cineasta francés (f. 1994).
- 1904: Helen Kane, actriz y cantante estadounidense (f. 1966).
- 1905: Zofia Czajkowska, música y directora de orquesta polaca (f. 1978).
- 1905: Juracy Magalhães, militar y político brasileño (f. 2001).
- 1905: Martin Gauger, jurista y pacifista alemán (f. 1941).
- 1906: María José de Bélgica, aristócrata belga, esposa del rey italiano Humberto II (f. 2001).
- 1907: Altina Schinasi, escultora, cineasta, empresaria, diseñadora e inventora estadounidense (f. 1999).
- 1909: Glenn Cunningham, atleta estadounidense (f. 1988).
- 1909: Roberto Burle Marx, arquitecto brasileño (f. 1994).
- 1909: Saunders MacLane, matemático estadounidense (f. 2005).
- 1909: Otto Steiger, ingeniero suizo (f. 1923).
- 1910: William Schuman, compositor estadounidense (f. 1992).
- 1910: Anita Page, actriz estadounidense (f. 2008).
- 1910: Hedda Sterne, pintora rumana-estadounidense (f. 2011).
- 1912: Daniel Aaron, escritor y académico estadounidense (f. 2016).
- 1912: Aleksandr Danilovich Aleksandrov, matemático, filósofo y montañista ruso (f. 1999).
- 1912: Virgilio Piñera, escritor cubano (f. 1979).
- 1912: Raoul Wallenberg, diplomático sueco (f. 1947).
- 1913: Paul-Henry Chombart de Lauwe, sociólogo francés (f. 1998).
- 1913: Noboru Nakamura, director de cine y guionistas japonés (f. 1981).
- 1913: Jean Saint-Fort Paillard, jinete francés (f. 1990).
- 1913: Ilse Totzke, música alemana (f. 1987).
- 1915: Domingo Mania, actor argentino (f. 1981).
- 1916: Donald Edgar Tewes, político, abogado, militar y empresario estadounidense (f. 2012).
- 1918: Iceberg Slim, proxeneta y escritor afroamericano (f. 1992).
- 1918: Yoshifumi Tajima, actor japonés (f. 2009).
- 1920: Helen Thomas, periodista estadounidense (f. 2013).
- 1922: Luis Aponte Martínez, arzobispo puertorriqueño (f. 2012)
- 1924: Domingo Álvarez Ruiz de Viñaspre, médico y político español (f. 2012).
- 1924: Martin M. Atalla, ingeniero y empresario egipcio-estadounidense (f. 2009).
- 1924: Enrique Gallegos Venero, militar y político peruano.
- 1924: Antonio Maccanico, político italiano (f. 2013).
- 1924: Hilda Suárez, actriz argentina (f. 2006).
- 1924: György Szabad, político e historiador húngaro (f. 2015).
- 1926: Julio Alfredo Egea, poeta español (f. 2018).
- 1927: Jess Thomas, tenor estadounidense (f. 1993).
- 1928: Alberto Carlos Lucena, militar argentino.
- 1928: Vera Yurasova, física rusa (f. 2023).
- 1929: Kishore Kumar, cantante y actor indio (f. 1997).
- 1930: Enrico Castellani, pintor italiano (f. 2017).
- 1930: Hans Dahlberg, actor sueco (f. 2019).
- 1930: Ali al-Sistani, líder musulmán iraquí.
- 1930: Götz Friedrich, director de orquesta y músico alemán (f. 2000).
- 1930: Jeanne Carmen, actriz y modelo estadounidense (f. 2007).
- 1932: Guillermo Mordillo, humorista gráfico argentino (f. 2019).
- 1932: Frances Elizabeth Allen, informática estadounidense (f. 2020).
- 1932: Joe Leonard, piloto de automovilismo y motociclismo estadounidense (f. 2017).
- 1934: Abhay Chhajlani, periodista indio (f. 2023).
- 1935: Carol Arthur, actriz estadounidense (f. 2020).
- 1935: María Eugenia Ríos, actriz mexicana. (f. 2024).
- 1936: Assia Djebar, escritora y crítica literaria argelina (f. 2015).
- 1937: Annelie Drummond-Hay, jinete británica (f. 2022).
- 1939: Piper Pimienta, cantante colombiano (f. 1998).
- 1939: Mapita Cortés, actriz puertorriqueña-mexicana (f. 2006).
- 1940: Coriún Aharonián, compositor y musicólogo uruguayo (f. 2017).
- 1940: Juan Antonio García Díez, político español, vicepresidente del Gobierno (f. 1998).
- 1940: Larry Knechtel, tecladista y guitarrista estadounidense de rock (f. 2009).
- 1940: Domingo Monterrosa, militar salvadoreño (f. 1984).
- 1941: John Atterbury, actor y compositor británico.
- 1941: Dominguinhos do Estácio, cantante y compositor brasileño de samba (f. 2021).
- 1941: Aníbal Tarabini, futbolista argentino (f. 1997).
- 1941: Timi Yuro, cantante estadounidense (f. 2004).
- 1942: David Lange, abogado, político y primer ministro neozelandés (f. 2005).
- 1943: Vicente Álvarez Areces, político español, presidente del Principado de Asturias entre 1999 y 2011 (f. 2019).
- 1943: Ulrich Lins, historiador y esperantista alemán.
- 1944: Richard Belzer, actor y cómico estadounidense (f. 2023).
- 1944: Bernadine Healy, cardióloga estadounidense (f. 2011).
- 1945: Guennadi Búrbulis, estadista y político ruso (f. 2022).
- 1945: Alfredo Goldschmidt, gran rabino de Colombia.
- 1946: Rafig Huseynov, locutor televisivo azerbaiyano (f. 2017).
- 1946: Sergio Marqués, político español, presidente del Principado de Asturias entre 1995 y 1999 (f. 2012).
- 1946: Faustino Pérez-Manglano, religioso marianista español (f. 1963).
- 1946: Pierre-André Taguieff, filósofo y politólogo francés.
- 1947: Hubert Ingraham, político bahameño.
- 1947: Klaus Schulze, compositor alemán (f. 2022).
- 1947: Moufida Tlatli, directora de cine tunecina (f. 2021).
- 1948: Ciriaco Cano, exfutbolista y entrenador español de fútbol.
- 1948: Giorgio Parisi, físico italiano, Premio Nobel de Física 2021.
- 1949: Amparo Pamplona, actriz española.
- 1949: Luigi Serafini, artista italiano.
- 1950: Edgardo Román, actor colombiano (f. 2022).
- 1950: Roberto Esposito, filósofo italiano.
- 1951: Andris Bērziņš, político y primer ministro letón
- 1952: Daniel Bautista, atleta mexicano.
- 1952: Moya Brennan, cantante irlandés.
- 1952: Manolo Fernández, locutor de radio español.
- 1952: Rino Rappuoli, inmunólogo italiano.
- 1954: Gabriel Quadri, político y economista mexicano.
- 1955: Mariana Avena, cantante de tango argentina (f. 2016).
- 1955: Alberto R. Gonzáles, político estadounidense.
- 1955: Billy Bob Thornton, actor estadounidense.
- 1956: Mika Doi, seiyū y cantante japonesa.
- 1956: Luigi Negri, político italiano.
- 1956: Zygmunt Solorz-Żak, empresario polaco.
- 1957: Dean Fraser, saxofonista jamaiquino de reggae.
- 1957: Valdis Valters, baloncestista letón.
- 1957: Alfred Waibel, piloto de motociclismo alemán.

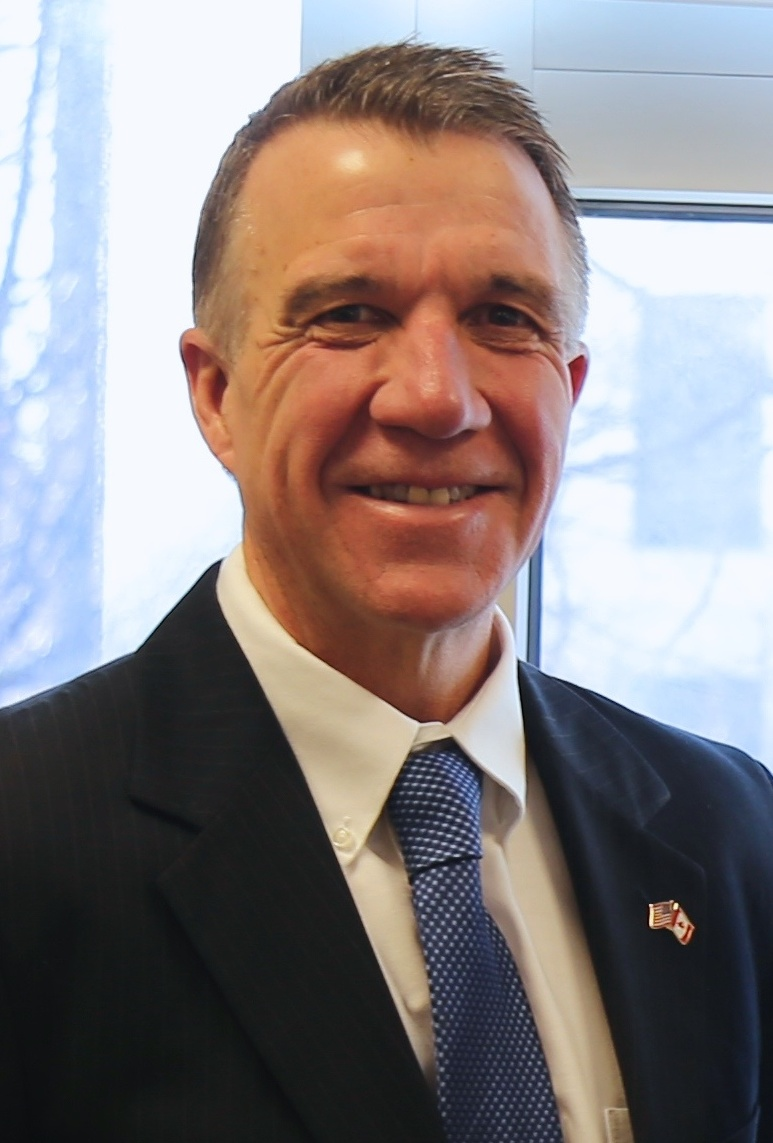
Phil Scott

- 1958: Kym Karath, actriz estadounidense.
- 1958: Rosario Marin, política mexicano-estadounidense.
- 1958: William Orbaugh, guitarrista guatemalteco.
- 1958: Edvaldo Oliveira Chaves, futbolista brasileño.
- 1958: Phil Scott, empresario y político estadounidense, Gobernador de Vermont desde 2017.
- 1958: Mario Tagarinski, ingeniero y político búlgaro.
- 1958: Liao Yiwu, escritor, poeta y músico chino.

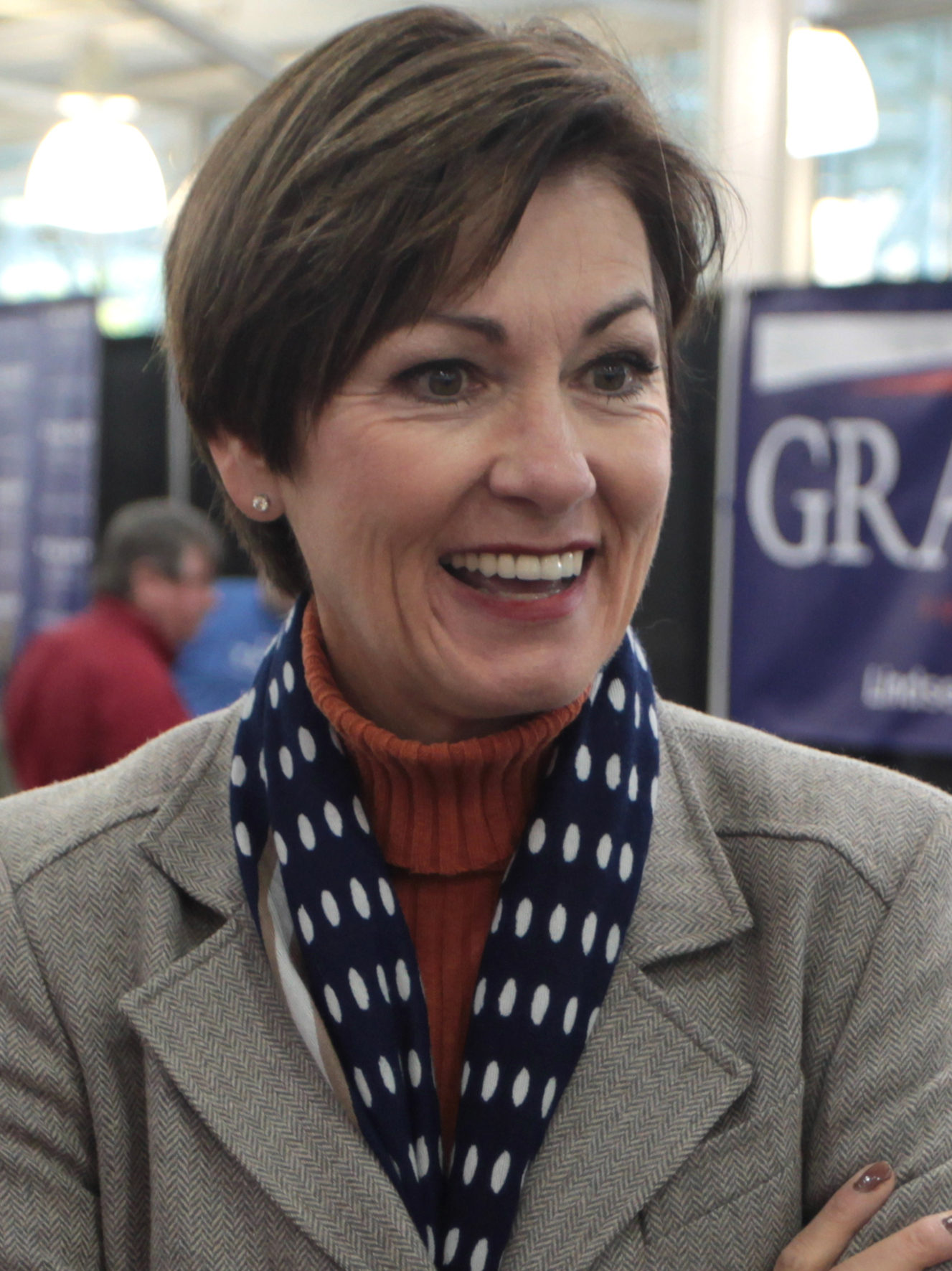
Kim Reynolds

- 1959: Blanca Andreu, poetisa española.
- 1959: Gérard Biard, periodista francés.
- 1959: Robbin Crosby, músico estadounidense de la banda Ratt (f. 2002).
- 1959: Jun Hong Lu,  educador y líder religioso chino.
- 1959: Kim Reynolds, política estadounidense, Gobernadora de Iowa desde 2017.
- 1959: Oswaldo Segura, actor y presentador de televisión ecuatoriano.
- 1960: Mercedes Fernández, política española.
- 1960: Agostinho Leal, escritor y exmilitar paracaidista portugués.
- 1960: Dean Malenko, luchador profesional estadounidense.
- 1960: José Luis Rodríguez Zapatero, presidente español (el quinto desde el fin de la dictadura franquista).
- 1960: Park Yeong-Suk, deportista surcoreana.
- 1961: Barack Obama, abogado y político estadounidense, presidente de los Estados Unidos entre 2009 y 2017.
- 1961: Lauren Tom, actriz de voz estadounidense.
- 1961: Pumpuang Duangjan, cantante tailandesa (f. 1992).
- 1961: Godwin Emefiele, economista nigeriano.
- 1962: Roger Clemens, beisbolista estadounidense.
- 1962: Lori Lightfoot, política estadounidense.
- 1963: Martín Garitano, periodista y político español.
- 1964: Domenec de Guzman, actor español.
- 1965: Neus Asensi, actriz española.
- 1965: Aziza Baroud, política y diplomática chadiana (f. 2025).
- 1965: Begoña Huertas: escritora y filóloga española.
- 1965: Dennis Lehane, escritor estadounidense.
- 1965: Fredrik Reinfeldt, 32.º primer ministro sueco.
- 1965: Vishal Bhardwaj, músico, compositor y cineasta indio.
- 1966: Luc Leblanc, ciclista profesional francés.
- 1967: Brian Atwood, diseñador de calzado estadounidense de ascendencia mexicana.
- 1967: Antonio De Carlo, productor, actor y cantautor mexicano.
- 1967: Chuck Hogan, escritor y guionista estadounidense.
- 1967: Mike Marsh, atleta estadounidense.
- 1968: Ignacio García Camacho, exciclista español.
- 1968: Daniel Dae Kim, actor estadounidense.
- 1968: Marcus Schenkenberg, modelo sueco.
- 1968: Lexie Bigham, actor afroestadounidense.
- 1968: Esther Torrado, socióloga e investigadora española.
- 1969: Stephan Bodzin, DJ y productor musical alemán.
- 1969: Max Cavalera, músico brasileño.
- 1969: Vlad Ivanov, actor rumano.
- 1969: Diego Latorre, futbolista argentino.
- 1969: María Luján Rey, profesora y política argentina.
- 1970: John August, guionista estadounidense.
- 1970: Steve House, montañista estadounidense.
- 1970: Hakeem Jeffries, político y abogado estadounidense.
- 1971: Sou Fujimoto, arquitecto japonés.
- 1971: Jeff Gordon, piloto de automovilismo estadounidense.
- 1971: Alfonso Novo, fotógrafo español.
- 1972: Eva Amaral, cantante española, de la banda Amaral.
- 1972: Daniel Šarić, futbolista croata.
- 1972: Predrag Đorđević, futbolista serbio.
- 1972: Juan Carlos Rojas, empresario costarricense.
- 1973: Migdalia González, política puertorriqueña.
- 1973: Francisco Javier De Pedro, futbolista español.
- 1973: Marcos Roberto Silveira Reis, futbolista brasileño.
- 1974: Dilbert Aguilar, cantante y compositor peruano de cumbia.
- 1974: Kukín Flores, futbolista peruano. (f. 2019).
- 1974: Kily González, futbolista argentino.
- 1974: Muqtada al-Sadr, clérigo chií y político iraquí.
- 1975: Daniella van Graas, modelo y actriz neerlandesa.
- 1975: Fabiano Cezar Viegas, futbolista brasileño.
- 1975: Laure Saint-Raymond, matemática francesa.
- 1977: Luís Boa Morte, futbolista portugués.
- 1977: Marek Heinz, futbolista checo.
- 1977: Marco Brito, futbolista brasileño.
- 1977: Jean-Michel Sama Lukonde, político y primer ministro congoleño.
- 1978: Kurt Busch, piloto de automovilismo estadounidense.
- 1978: Ricardo Serrano González, ciclista español.
- 1978: Ibán Espadas Zubizarreta, futbolista español.
- 1978: JD Samson, música estadounidense de la banda Le Tigre.
- 1979: Celso Moraes, futbolista brasileño.
- 1979: Daniela Chmet, triatleta italiana.
- 1981: Manuel Lloret Zaragozi, ciclista español.
- 1981: Meghan de Sussex, ex-actriz estadounidense.
- 1981: Simone Del Nero, futbolista italiano.
- 1981: Jamie Croft, actor australiano.
- 1981: Florian Silbereisen, cantante y presentador de televisión alemán.
- 1981: Abigail Spencer, actriz estadounidense.
- 1981: Turki Al-Sheikh, militar y promotor deportivo árabe.
- 1981: Daisuke Tsuji, actor japonés-estadounidense.
- 1982: David Galán Galindo, cineasta y guionista español.
- 1983: Nathaniel Buzolic, actor australiano.
- 1983: Benjamin Donegan, judoka australiano.
- 1983: Greta Gerwig, actriz, directora, guionista y productora de cine estadounidense.
- 1984: Jen Lilley, actriz y cantante estadounidense.
- 1984: Carlos Velásquez, boxeador puertorriqueño.
- 1984: Savannah Welch, actriz, cantante, compositora y presentadora de podcast estadounidense.
- 1985: Mark Milligan, futbolista australiano.
- 1985: Marco Russ, futbolista alemán.
- 1985: Alexis Ruano, futbolista español.
- 1985: Robbie Findley, futbolista estadounidense.
- 1986: Oleg Ivanov, futbolista ruso.
- 1987: Hayata, luchador profesional japonés.
- 1987: Jang Keun-suk, actor, cantante, bailarín y modelo surcoreano.
- 1987: Javier Macipe, director, guionista y productor de cine español.
- 1987: Monica Spencer, jinete neozelandesa.
- 1988: Daniel Carriço, futbolista portugués.

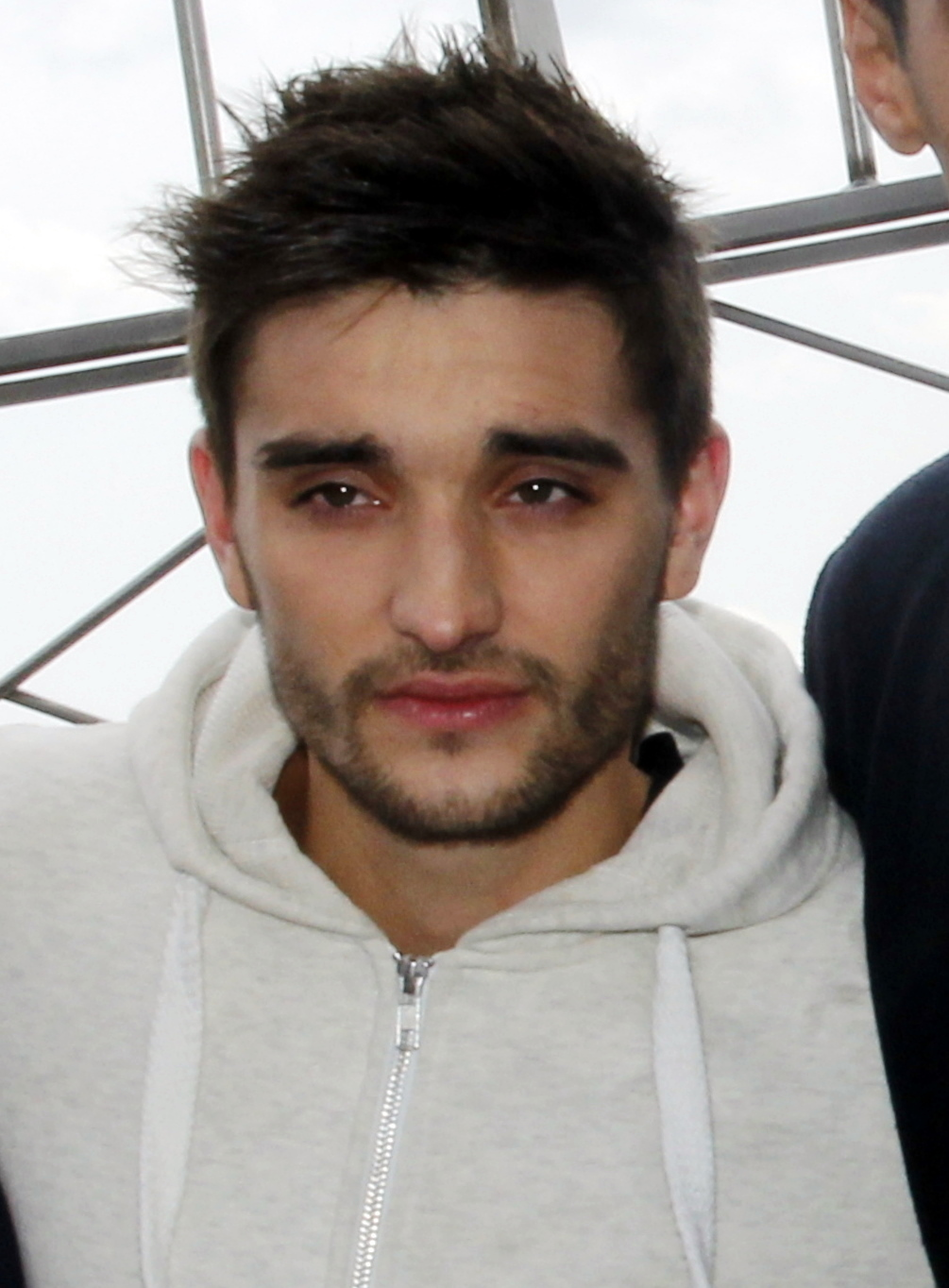
Tom Parker

- 1988: Tom Parker, cantante británico, de la banda The Wanted (f. 2022).
- 1988: Aaron Pauley,  vocalista, músico y compositor estadounidense de la banda Of Mice & Men.
- 1989: Dajana Cahill, actriz australiana.
- 1989: Jessica Mauboy, cantante y actriz australiana.
- 1989: Fabiana da Silva Simões, futbolista brasileña.
- 1990: Gastón Frías, actor argentino.
- 1990: Betsy Hassett, futbolista neozelandesa.
- 1990: Eric Kibi, baloncestista canadiense.
- 1990: David Lama, montañista austríaco (f. 2019).
- 1990: Sander Rølvåg, deportista de curling noruego.
- 1990: Karina Torres, influencer, comediante y estilista profesional mexicana.
- 1991: Graeme Shinnie, futbolista escocés.
- 1991: Lucinda Dryzek, actriz británica.
- 1991: Christian Clemens, futbolista alemán.
- 1991: Sandra Vanegas, deportista de taekwondo colombiana.
- 1992: Facundo Argüello, tenista argentino.
- 1992: Tiffany Evans, cantante, compositora y actriz estadounidense.
- 1992: Cole Sprouse, actor estadounidense.
- 1992: Dylan Sprouse, actor estadounidense.
- 1993: Giovanni Di Lorenzo, futbolista italiano.
- 1993: Annika Holopainen, baloncestista finlandesa.
- 1993: Felix Wieser, deportista alemán.
- 1994: Orlando Arcia, beisbolista venezolano.
- 1994: Emilija Baranac, actriz y modelo canadiense.
- 1994: Mayuko Fukuda, actriz japonesa.
- 1994: Jenny Martínez, actriz, cantante, modelo, presentadora y psicóloga argentina.
- 1994: Guillaume de Mévius, piloto de rally belga.
- 1994: Bobby Shmurda, rapero estadounidense.
- 1994: Elliot Slessor, jugador de snooker inglés.

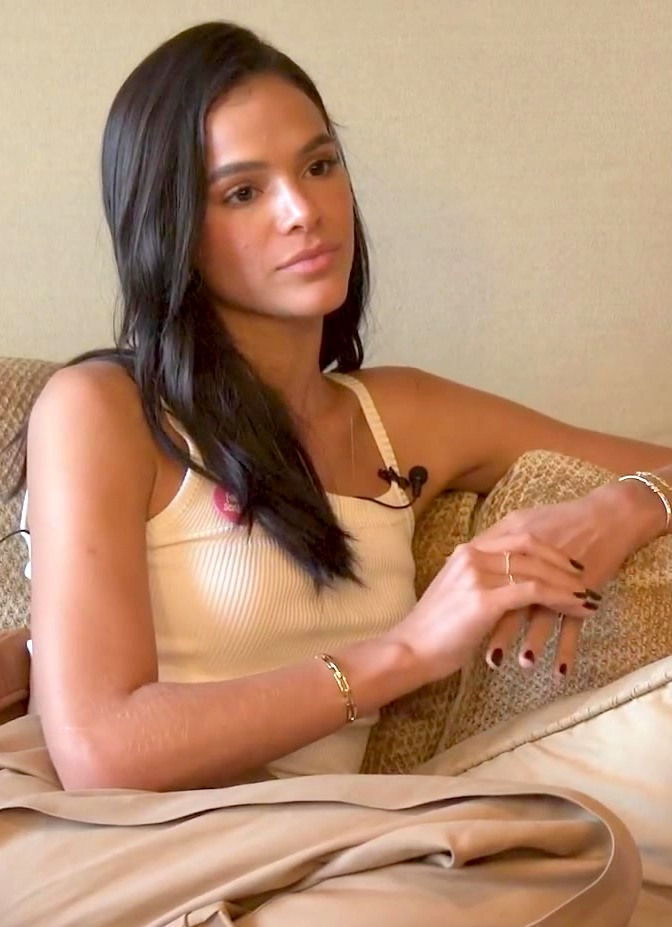
Bruna Marquezine

- 1995: Andreas Vindheim, futbolista noruego.
- 1995: Bruna Marquezine, actriz y modelo brasileña.
- 1995: Jessica Sanchez, cantante estadounidense
- 1997: Ivette Olivares, futbolista chilena.
- 1997: Yekaterina Riábova, cantante rusa.
- 1997: Cinzia Zehnder, futbolista suiza.
- 1997: Facundo Kidd, futbolista uruguayo.
- 1997: Natalia Strzałka, luchadora polaca.
- 1997: Tuva Hansen, futbolista noruega.
- 1997: Tomás Wicz, actor y músico argentino.
- 1998: Michalis Lountzis, baloncestista griego.
- 1998: Adrián Ben, atleta español.
- 1998: Celso Castillo, futbolista chileno.
- 1998: Noah Higón, jurista, politóloga, escritora y activista española.
- 1998: Genaro Alberto Olivieri, tenista argentino.
- 1998: Lil Skies, rapero estadounidense.
- 1999: Saku Ylätupa, futbolista finlandés.
- 1999: Martín Pascual Castillo, futbolista español.
- 1999: Fabio Renato Rojas, futbolista peruano.
- 1999: Yimmy Gómez, futbolista colombiano.
- 1999: Roberto Meraz, futbolista mexicano.
- 2000: Gabriela Agúndez, deportista mexicana, especialista en clavados.
- 2000: Gala Montes, actriz mexicana.
- 2000: Guðný Árnadóttir, futbolista islandesa.
- 2000: Ignacio Schor, futbolista argentino.
- 2000: Ramiro Rattero, baloncestista argentino.
- 2000: Yuji Kitajima, futbolista japonés.
- 2000: Alejandro Marqués, futbolista venezolano.
- 2000: Arthur Vignoli Carreira, futbolista brasileño.
- 2000: Jackson Porozo, futbolista ecuatoriano.
- 2000: Manuel Lando, atleta italiano.
- 2000: Shiori Asaba, nadadora japonesa.
- 2001: Mohamed Jalil, triatleta egipcio.
- 2002: Kieron Williamson, artista inglés.
- 2003: Anastasiya Bachynska, gimnasta artística ucraniana.
- 2003: Marko Milovanović, futbolista serbio.
- 2003: Maestro, futbolista angoleño.
- 2003: Mason Burstow, futbolista inglés.
- 2003: Lucas Medina, piloto de automovilismo colombiano.
- 2004: Barcode Tinnasit Isarapongporn, actor tailandés.
- 2005: Angeline Bertinelli, nadadora francesa.
- 2005: Karina Schönmaier, gimnasta artística alemana.

## Fallecimientos
- 886: Muhammad I, emir independiente cordobés (n. 852).
- 1060: Enrique I, rey francés entre 1031 y 1060 (n. 1031).
- 1265: Simón de Monfort, líder de los aristócratas («nobles») británicos (n. 1208).
- 1306: Wenceslao III, rey bohemio (n. 1289).
- 1338: Tomás de Brotherton, aristócrata inglés, hijo de Eduardo I (n. 1300).
- 1526: Juan Sebastián Elcano, fue un marino español que completó la primera vuelta a la Tierra (n. 1480).
- 1578: Sebastián el Deseado, rey portugués (n. 1554).
- 1639: Juan Ruiz de Alarcón, dramaturgo mexicano (n. 1581).
- 1792: John Burgoyne, general y dramaturgo británico (n. 1723).
- 1795: Francisco Bayeu, pintor español (n. 1734).
- 1871: Henri Lecoq, botánico francés (n. 1802).
- 1873: Víktor Hartmann, arquitecto, escultor y pintor ruso (n. 1834).
- 1875: Hans Christian Andersen, escritor danés (n. 1805).
- 1890: Salvador Albacete, político español (n. 1827).
- 1900: Etienne Lenoir, ingeniero belga, creador del motor de combustión interna (n. 1872).
- 1900: Ary Renan, pintor simbolista, poeta, escritor y activista político francés (n. 1857).
- 1925: Charles W. Clark, barítono estadounidense (n. 1865).
- 1927: Eugène Atget, fotógrafo francés (n. 1857).
- 1930: Siegfried Wagner, compositor alemán, hijo de Richard Wagner (n. 1869).
- 1938: Pearl White, actriz estadounidense (n. 1889).
- 1940: Ze'ev Jabotinsky, militar, periodista y teórico ruso (n. 1880).
- 1948: Mileva Marić, matemática serbia, esposa de Albert Einstein (n. 1875).
- 1962: Marilyn Monroe, actriz, modelo y cantante estadounidense (n. 1926).
- 1966: Helen Tamiris, bailarina y coreógrafa estadounidense (n. 1905).
- 1972: Norah Lange, escritora argentina (n. 1905).
- 1973: Eddie Condon, músico estadounidense (n. 1905).
- 1976: Enrique Angelelli, obispo argentino, asesinado por la dictadura de Videla (n. 1923).
- 1977: Ernst Bloch, filósofo alemán (n. 1885).
- 1977: Antonio Machín, cantante cubano (n. 1903).
- 1980: Vicente de la Mata, futbolista argentino (n. 1918).
- 1981: Melvyn Douglas, actor estadounidense (n. 1901).
- 1982: Carlos Sabat Ercasty, poeta uruguayo (n. 1887).
- 1983: Yuri Levitán, locutor de radio soviético (n. 1914).
- 1988: Ofelia Uribe de Acosta, política colombiana (n. 1900).
- 1990: Ettore Maserati, empresario italiano, creador de una escudería de Fórmula 1 (n. 1894).
- 1991: Cassen (Casto Sendra Barrufet), humorista español (n. 1928).
- 1992: Seicho Matsumoto, escritor japonés (n. 1909).
- 1994: Giovanni Spadolini, político y periodista italiano (n. 1925).
- 1997: Jeanne Calment, ciudadana francesa que vivió 122 años (n. 1875).
- 1998: José Ángel Conchello, político mexicano (n. 1923).
- 1999: José de Torres Wilson, historiador uruguayo (n. 1931).
- 1999: Victor Mature (Vittore Maturi), actor estadounidense de origen italiano (n. 1913).
- 2003: Chung Mong Hun, hijo del fundador del conglomerado coreano Hyundai.
- 2003: Frederick C Robbins, médico estadounidense, premio nobel de medicina en 1954 (n. 1916).
- 2004: Pablo González del Amo, montador español de cine (n. 1927).
- 2006: Julio Galán, pintor mexicano de arte contemporáneo (n. 1959).
- 2006: Toni Schneiders, fotógrafo alemán (n. 1920).
- 2007: Lee Hazlewood, compositor estadounidense (n. 1929).
- 2007: Raul Hilberg, historiador judío austriaco (n. 1926).
- 2008: Eri Kawai, cantante y compositora japonesa (n. 1965).
- 2009: Julián Lago, periodista y presentador español (n. 1946).
- 2010: Manuel Ayau, empresario, educador y político guatemalteco (n. 1925).
- 2010: Héctor Herrera Álvarez, actor cómico y político mexicano (n. 1934).
- 2012: Metin Erksan, cineasta turco (n. 1929).
- 2013: Renato Ruggiero, político italiano (n. 1930).
- 2014: Rodolfo Motta, futbolista y director técnico argentino (n. 1944).
- 2020: Frances Elizabeth Allen, informática estadounidense (n. 1932).
- 2021: Graham McRae, piloto de automovilismo neozelandés (n. 1940).
- 2022: Adriana Roel, actriz mexicana (n. 1934).
- 2024: Tsung-Dao Lee, fue un físico chino cuyas teorías guiaron la investigación de la física nuclear durante la segunda mitad del siglo XX. (n. 1926).
- 2024: Juan Ramón Martínez, fue un futbolista salvadoreño que jugó como delantero y disputó los Juegos Olímpicos y la Copa Mundial de México 1968 y 1970. (n. 1948).

## Celebraciones

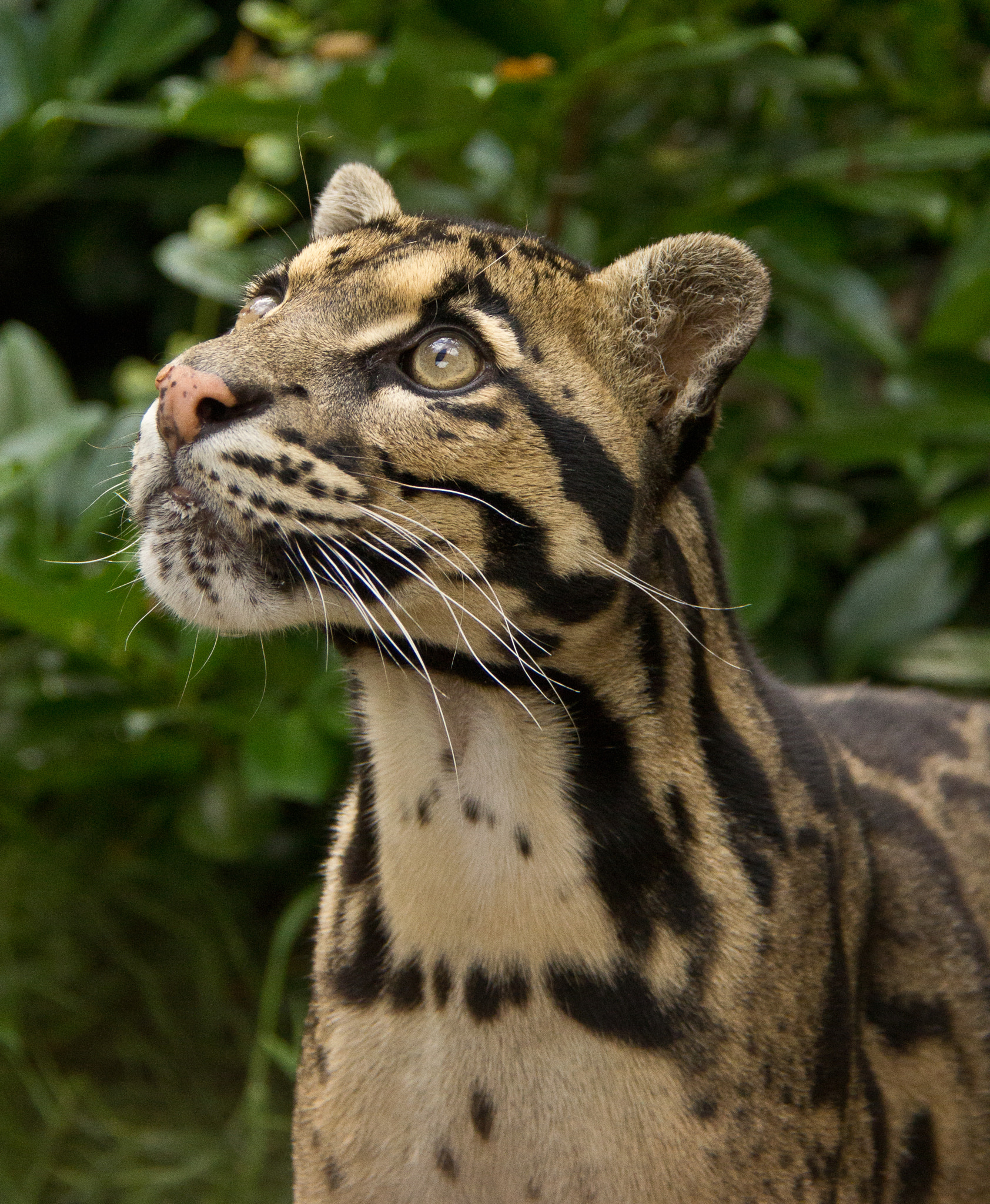
Día Internacional del Leopardo Nublado.
La pantera nebulosa o leopardo longibando (Neofelis nebulosa) es una de las dos especies de félidos pertenecientes al género Neofelis.

- Día Internacional del Leopardo Nublado.[6]
También conocido como Pantera Nebulosa o Leopardo Longibando (Neofelis Nebulosa). Es un felino mediano con pelaje distintivo y manchas difusas. Habita en bosques del Sudeste Asiático y está en peligro de extinción debido a la pérdida de hábitat.

- Día de la Conservación de Búhos y Lechuzas.[7]
- Día Internacional de Concientización sobre el Búho.
Esta fecha tiene como propósito educar al público sobre la importancia ecológica de los búhos, desmitificar creencias negativas y promover su conservación. Los búhos son aves rapaces nocturnas vitales para el equilibrio ecológico, ya que controlan poblaciones de roedores e insectos. A pesar de su rol beneficioso, muchas culturas los asocian con supersticiones, lo que ha llevado en algunos casos a su persecución.

Compartidas
- Organización Mundial de la Salud:
  - Semana Mundial de la Lactancia Materna.
Se celebra del 1 al 7 de agosto desde 1992 y fue establecida en ese mismo año por la OMS, el Fondo de las Naciones Unidas para la Infancia (UNICEF) y en colaboración con la Alianza Mundial pro Lactancia Materna (WABA).

 Por países
(Por orden alfabético)
- Argentina: 
  - Día del Panadero.[8]
En conmemoración de la fecha de 1887 en la que se fundó la Sociedad Cosmopolita de Resistencia y Colocación de Obreros Panaderos, el primer sindicato de esa profesión en el país. Esta celebración fue proclamada por el Congreso de la Nación Argentina en 1957.
  - Día de los Derechos de Soberanía sobre la Plataforma Continental.[9]

- Colombia: 
  - Día del Periodista.[10]
Se celebra en dos fechas: 9 de febrero y 4 de agosto (no está unificado). El 9 de febrero de 1791 comenzó a circular el semanario "Papel Periódico de Santafé de Bogotá". La ley 918 de 2004 declaró el 4 de agosto como el Día del Periodista y Comunicador.

- El Salvador: 
  - Día festivo.

- México:
  - Día Nacional de Calakmul.[11]
    - Aramberri (Nuevo León): 
      - Feria del Aguacate.
(fechas fijas: 29 de julio al 4 de agosto).

  - Día Nacional de la Dalia.[12]

- Nueva Zelanda: 
  -  Islas Cook: 
    - Día de la Constitución.

- Perú: 
  - Día del Juez.

### Santoral católico

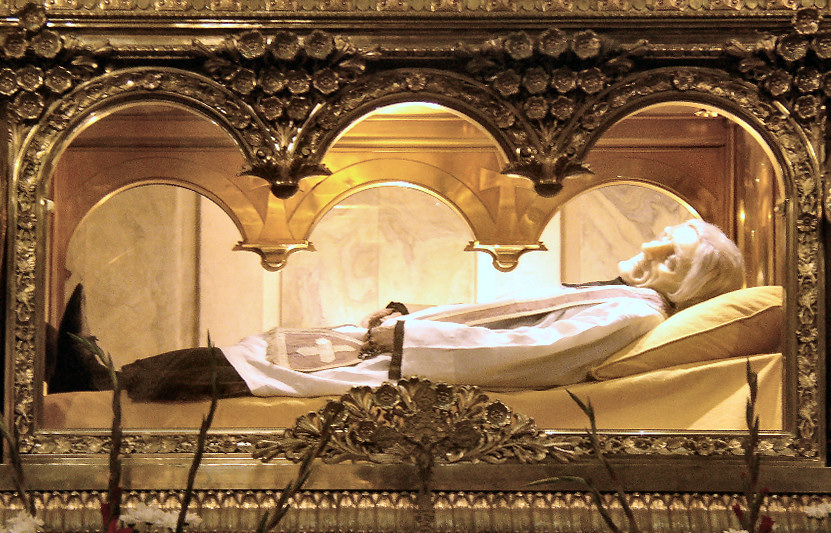
Cuerpo incorrupto de San Juan María Vianney en la Basílica de Ars.

Celebración del día: San Juan María Vianney, presbítero (f. 1859).(imagen ilustrativa).
Santo Patrono de los Párrocos.
- San Aristarco de Tesalónica (s. I).
- Santos Justino y Crescencio de Roma, mártires (f. 258).
- San Jacinto de Roma, mártir (s. III/IV).
- San Eleuterio de Tarsia, mártir (s. IV).
- San Rubén, ermitaño estilita (f. 390).
- Santa Ia de Persia, mártir (f. c. 632).
- San Eufronio de Tours, obispo (f. 573).[15]
- San Onofre de Panaia, eremita (f. 995).
- San Rainero de Spalato, obispo y mártir (f. 1180).
- Beata Cecilia de Bolonia, virgen (f. 1290).
- Beato Guillermo Horne, mártir (f. 1540).
- Beato Federico Janssoone, presbítero (f. 1916).[16]
- Beato Gonzalo Gonzalo, religioso y mártir (f. 1936).
- Beatos José Batalla Parramón, José Rabasa Bentanachs y Egidio Gil Rodicio, religiosos y mártires (f. 1936).
- Beato Enrique Krzysztofik, presbítero y mártir (f. 1942).

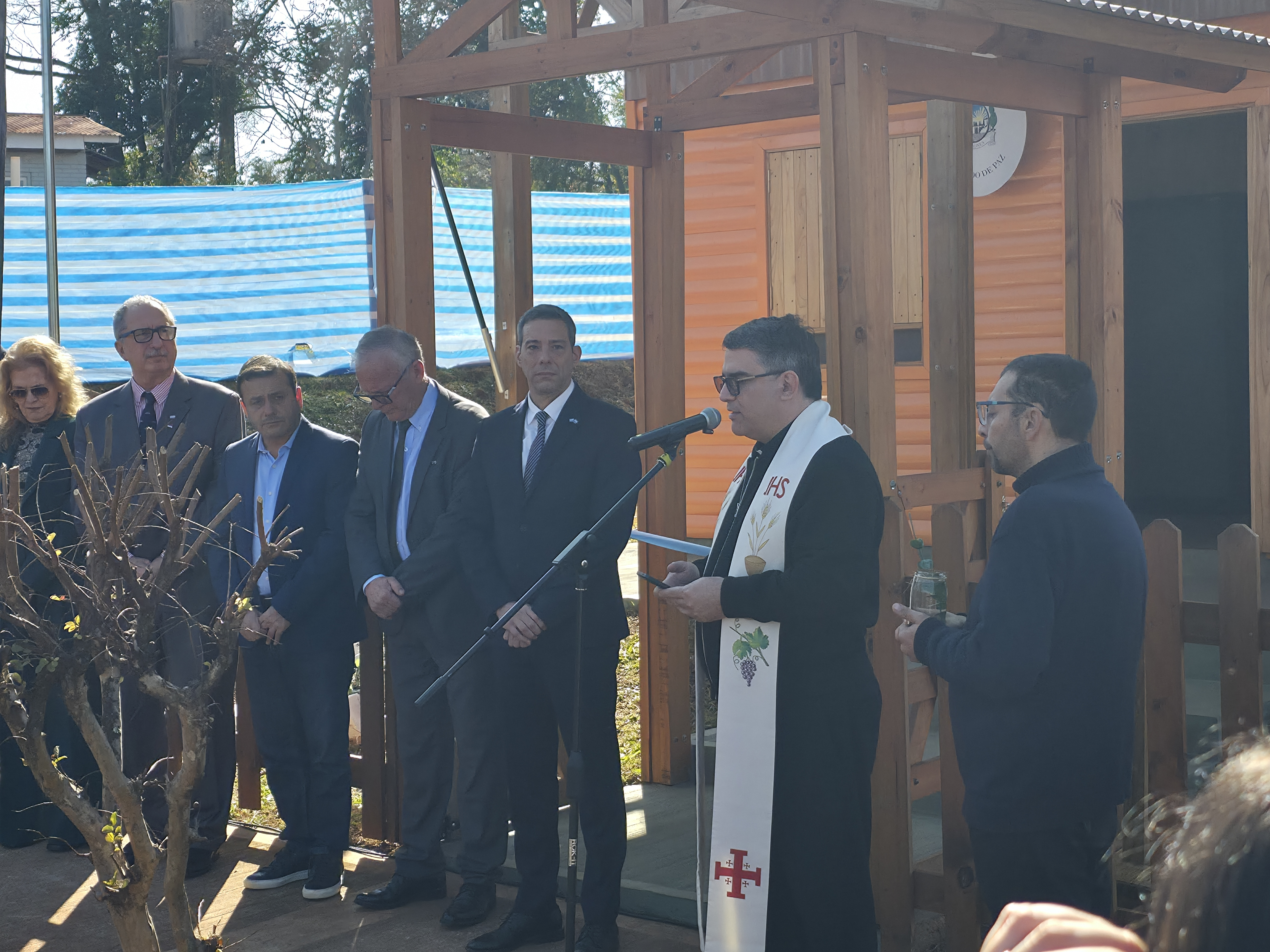
Día del Cura Párroco en Argentina.

 Por países
(Por orden alfabético)
- Argentina:
  - Día del Párroco.[17]
Cada año se celebra esta fecha como recuerdo al 4 de agosto de 1859, fecha en la que falleció San Juan María Vianney, Santo Patrono de los párrocos. El popularmente conocido como Cura de Ars nació en Darilly, Francia en el 1786 y en 1925 fue proclamado santo por Pío XI. La figura del párroco tiene una gran importancia para la Iglesia ya que es proclamado por el Obispo como el encargado de enseñarle y guiar a la comunidad encomendada.
    -  Misiones: 
      - Fiesta patronal del Seminario Diocesano de Posadas.

- España:
  - Andalucía, Almería, Roquetas de Mar, barrio El Solanillo – Fiestas de la Virgen María de la Madre Iglesia.
  - Andalucía, Málaga, Benalauría – Feria en honor a Santo Domingo de Guzmán.
  - Islas Canarias, Gran Canaria, Agaete – Feria en honor a Nuestra Señora de las Nieves.
  - La Rioja, Rincón de Soto – Fiestas de la Virgen de Carravieso.
  - País Vasco, Álava, Vitoria – Fiestas de La Blanca en honor a la Virgen Blanca (Fechas fijas: 4 de agosto – 9 de agosto).
  - País Vasco, Álava, Zalduendo de Álava – Homenaje al "Celedón".

- Nicaragua:
  - Managua: 
    - Fiestas patronales en honor a Santo Domingo de Guzmán.
Recorrido que se realiza anualmente a lo largo de las diferentes calles de los barrios orientales de la ciudad.